# Castelo Dunphail
O Castelo Dunphail (em inglês:  Dunphail Castle) foi um castelo do século XII localizado em Edinkillie, Moray, Escócia.

## História
O castelo existia antes de 1314, mas do período do que resta não há registos, uma nota das ruínas de 1879 sugerem a existência de abóbada de berço.
Encontra-se classificado na categoria "C" do "listed building" desde 9 de novembro de 1987.